# Большое Вороново (Тверская область)
Большое Вороново — деревня в Максатихинском районе Тверской области. Входит в состав Малышевского сельского поселения.

## География
Находится в северо-восточной части Тверской области на расстоянии приблизительно 27 км по прямой на запад-юго-запад от районного центра поселка Максатиха на левом берегу речки Волчина.

## История
Деревня была отмечена еще на карте 1825 года. В 1859 году здесь (тогда деревня Вышневолоцкого уезда Тверской губернии) было учтено 12 дворов. До 2014 года входила в Каменское сельское поселение до его упразднения.

## Население
Численность населения: 56 человек (1859 год), 7 (русские 100 %) в 2002 году, 1 в 2010.